# FESPACO
FESPACO je panafrički filmski i televizijski festival u Ouagadougou u Burkini Faso. (fra. "Festival panafricain du cinéma et de la télévision de Ouagadougou").
To je najveći filmski festival u Africi, a održava se svake dvije godine u Ouagadougou u Burkini Faso, gdje je sjedište organizacije. Festival je jedan od glavnih kulturnih događaja na afričkom kontinentu. Prihvaća samo filmove afričkih redatelja i uglavnom one koji su proizvedeni u Africi. FESPACO je na rasporedu u ožujku svake godine, dva tjedna nakon posljednje subote u veljači. Njegova premijera se održava na nacionalnom stadionu "Stade du 4-Août".
Festival nudi afričkim filmskim profesionalcima priliku da razmjene ideje, te da promoviraju svoj rad. FESPACO-v cilj je pridonijeti širenju i razvoju afričke kinematografije kao sredstvu izražavanja, obrazovanja i podizanja svijesti. Također se radi na uspostavi tržišta za afričke filmove i profesionalce. Od utemeljenja, festival je privukao sudionike diljem kontinenta i izvan njega. 